# Cetatea dacică de la Boroșneu Mic
Este o fortificație dacică situată pe teritoriul României, în județul Covasna.